# 坂東秀調 (3代目)
三代目 坂東秀調（さんだいめ ばんどう しゅうちょう、1880年（明治13年）11月7日 - 1935年（昭和10年）9月22日）は、日本の歌舞伎役者。九代目坂東三津五郎は三男、孫に十代目坂東三津五郎がいる。

## 経歴
東京府日本橋区蠣殻町（現在の東京都中央区）に生まれる。美声であったため、初め長唄の唄方を志したが、19歳の時に九代目市川團十郎に入門した。
明治29年に市川升次郎の名で初舞台を踏む。その後、二代目坂東秀調の女婿になり、明治32年に坂東勝太郎と改名。明治37年に三代目坂東秀調を襲名した。
二代目市川左團次の自由劇場や伊井蓉峰一座に招かれ、新劇や翻訳劇もこなす女形として重宝された。